# Ruda (Zduny)
Ruda ist ein Dorf der Gemeinde Zduny im Powiat Krotoszyński in der Woiwodschaft Großpolen im westlichen Zentral-Polen. Der Ort befindet sich etwa 7 km westlich von Zduny, 11 km südwestlich von Krotoszyn, und 85 km südlich der Landeshauptstadt Poznań.

## Geschichte
Der Ort gehörte nach der Zweiten Teilung Polens 1793 zum Kreis Krotoschin und hatte im Jahr 1910 189 Einwohner.
In den Jahren 1975 bis 1998 gehörte der Ort zum Powiat Kaliski.

## Söhne und Töchter des Ortes
- Max Henning (1861–1927), deutscher Arabist und Publizist